# San Francisco de los Romo
San Francisco de los Romo es la cabecera del municipio de San Francisco de los Romo  en el estado de Aguascalientes. Su población para el 2020 es de 61 997 habitantes. Se localiza en la zona central del estado en las coordenadas geográficas 22° 05' latitud Norte y 102° 16'  longitud Oeste.
Es conocido popularmente como "San Pancho de las Carnitas" pues desde la década de 1960 se le dio gran fama gastronómica por la venta de carne de cerdo.

## Economía
La economía de la cabecera municipal está basada en tres sectores económicos importantes, el comercio, la industria automotriz y de manufactura como también la agricultura.
El sector industrial es quien más población económicamente activa tiene, debido a los parques industriales que existen en el municipio, seguido del comercio y después la agricultura.
La cabecera municipal alberga un corredor gastronómico de reciente creación que ofrece gran variedad de alimentos para todo tipo de paladares.
Actualmente, dentro de la cabecera municipal, se han establecido y por establecer, plazas comerciales que albergan tiendas departamentales y de autoservicio de gran relevancia y que generar otra parte económica importante para los habitantes.

## Demografía
La población actualmente de San Francisco de los Romo (Cabecera municipal) es de 20,347 habitantes.
Las comunidades que forman parte de la cabecera municipal son:
- Zona Centro
- Fraccionamiento San José de Buenavista
- Fraccionamiento Los Lirios
- Colonia El Barranco
- Fraccionamiento San José del Barranco
- Colonia 28 de Abril
- Colonia Hidalgo
- Fraccionamiento los Cedros
- Cerrada San Francisco
- Fraccionamiento Revolución
- Fraccionamiento Panamericano
- Fraccionamiento Santa Barbara
- Real de Buenavista
- Colonia Fraternidad (La Antorcha)
- Colonia Ejidal

La colonia de Las Ánimas y el Fraccionamiento Santa Isabel no forman parte de la cabecera municipal de San Francisco de los Romo como se cree, ya que estas forman parte del municipio de Pabellón de Arteaga.

## Flora y Fauna
En la región podrás encontrar flora como árboles como Mezquites, Huizaches Laureles silvestres, Palmeras, Nogales, Pinos.
Fauna como tlacuaches, víboras chirrioneras, ardillas de cola gris, armadillos, zorrillos y alacranes, liebres, tordos, cotuchas, lagartijas, particularmente en los alrededores del Río San Pedro.

## Clima
La temperatura promedio en primavera y verano oscila entre los 15 °C Min. y los 33 °C Max. Para el otoño e invierno, las temperaturas van desde los 5 °C Min. hasta los 18 °C Máx.
Las precipitaciones se concentran desde el mes de junio hasta septiembre.
| Parámetros climáticos promedio de San Francisco de los Romo, elevación: 1909 mts (normales 1991-2020) | Parámetros climáticos promedio de San Francisco de los Romo, elevación: 1909 mts (normales 1991-2020) | Parámetros climáticos promedio de San Francisco de los Romo, elevación: 1909 mts (normales 1991-2020) | Parámetros climáticos promedio de San Francisco de los Romo, elevación: 1909 mts (normales 1991-2020) | Parámetros climáticos promedio de San Francisco de los Romo, elevación: 1909 mts (normales 1991-2020) | Parámetros climáticos promedio de San Francisco de los Romo, elevación: 1909 mts (normales 1991-2020) | Parámetros climáticos promedio de San Francisco de los Romo, elevación: 1909 mts (normales 1991-2020) | Parámetros climáticos promedio de San Francisco de los Romo, elevación: 1909 mts (normales 1991-2020) | Parámetros climáticos promedio de San Francisco de los Romo, elevación: 1909 mts (normales 1991-2020) | Parámetros climáticos promedio de San Francisco de los Romo, elevación: 1909 mts (normales 1991-2020) | Parámetros climáticos promedio de San Francisco de los Romo, elevación: 1909 mts (normales 1991-2020) | Parámetros climáticos promedio de San Francisco de los Romo, elevación: 1909 mts (normales 1991-2020) | Parámetros climáticos promedio de San Francisco de los Romo, elevación: 1909 mts (normales 1991-2020) | Parámetros climáticos promedio de San Francisco de los Romo, elevación: 1909 mts (normales 1991-2020) |
| Mes                                                                                                   | Ene.                                                                                                  | Feb.                                                                                                  | Mar.                                                                                                  | Abr.                                                                                                  | May.                                                                                                  | Jun.                                                                                                  | Jul.                                                                                                  | Ago.                                                                                                  | Sep.                                                                                                  | Oct.                                                                                                  | Nov.                                                                                                  | Dic.                                                                                                  | Anual                                                                                                 |
| --- | --- | --- | --- | --- | --- | --- | --- | --- | --- | --- | --- | --- | --- |
| Temp. máx. media (°C)                                                                                 | 21.8                                                                                                  | 23.7                                                                                                  | 25.8                                                                                                  | 28.9                                                                                                  | 30.3                                                                                                  | 29.6                                                                                                  | 27.8                                                                                                  | 27.7                                                                                                  | 26.7                                                                                                  | 25.2                                                                                                  | 23.2                                                                                                  | 21.5                                                                                                  | 26.0                                                                                                  |
| Temp. media (°C)                                                                                      | 12.5                                                                                                  | 14.2                                                                                                  | 16.5                                                                                                  | 19.4                                                                                                  | 21.7                                                                                                  | 22.4                                                                                                  | 21.1                                                                                                  | 21.0                                                                                                  | 20.2                                                                                                  | 18.0                                                                                                  | 15.0                                                                                                  | 12.8                                                                                                  | 17.9                                                                                                  |
| Temp. mín. media (°C)                                                                                 | 3.6                                                                                                   | 5.3                                                                                                   | 7.2                                                                                                   | 10.0                                                                                                  | 13.1                                                                                                  | 15.1                                                                                                  | 14.5                                                                                                  | 14.3                                                                                                  | 13.7                                                                                                  | 10.9                                                                                                  | 6.8                                                                                                   | 4.1                                                                                                   | 9.9                                                                                                   |
| Precipitación total (mm)                                                                              | 20.3                                                                                                  | 12.7                                                                                                  | 8.2                                                                                                   | 5.3                                                                                                   | 16.1                                                                                                  | 74.9                                                                                                  | 109.6                                                                                                 | 88.9                                                                                                  | 78.5                                                                                                  | 31.9                                                                                                  | 8.4                                                                                                   | 10.1                                                                                                  | 464.9                                                                                                 |
| Fuente: SMN                                                                                           | | | | | | | | | | | | | |

## Tradiciones y fiestas
La feria Regional de San Francisco de los Romo es la más importante del municipio ya que el Santo patrono de las fiestas es en honor a San Francisco de Asís, llevándose a cabo la última semana de septiembre y la primera de octubre, teniendo como el día principal el 4 de octubre.
También se celebra el Festival de las Carnitas, anteriormente se celebraba en la primera semana de octubre, pero ahora, va dependiendo de cada administración municipal.
La fiesta de la municipalizacion, el 30 de enero de cada año.
- Fiesta de la Virgen de Guadalupe el 12 de diciembre de Templo de Guadalpue, ubicado en la zona centro.
- Fiesta de la Virgen de Guadalupe  en la comunidad del Hidalgo, una semana después que la del templo de la Virgen de Guadalupe.
- Fiesta del Niño Doctor en el Fraccionamiento Revolución el 25 de diciembre.

## Templos y Capillas
- Templo de la Virgen de Guadalupe
- Templo de San Francisco de Asís
- Capilla de San Judas Tadeo
- Templo del Cristo de la misericordia
- Capilla de la Santísima Trinidad (dentro de la Exhacienda)

## Historia
San Francisco de los Romo data de los años 1829 que es cuando Francisco Ignacio Romo de Vivar compra parte de las tierras de la zona llama San José de Buenavista o Bajío de la Cruz.
Fundando así el Rancho San Francisco, y que al paso de los años daría el origen al municipio actual.
Además del Rancho Buenavista y La Exhacienda de la Trinidad quienes también formaron parte para el desarrollo y creación del mismo municipio. 
Esta última, en su época de mayor auge, logró tener su propia capilla dedicada a la Santísima Trinidad y que tiene una fachada y estilo muy parecido a la del Templo de San Blas, ubicada en la localidad del Pueblo mágico Pabellón de Hidalgo, Rincón de Romos. 
También resalta la casa grande de la Exhacienda de la Trinidad que también tiene la misma similitud, esto porqué las tierras del actual municipio pertenecieron a la Exhacienda de San Blas. 
El municipio de San Francisco de los Romo cuenta con habitantes reconocidos por su aportación al desarrollo, del municipio como lo es el señor Juan Alonso perez que en su etapa de comisario del fraccionamiento el barranco ayudo a su infraestructura como agua y drenaje así como luz y banquetas para los habitantes   

## Transporte
Anteriormente contaba con una central camionera dentro de la zona centro, ahora ya solo es pasada para los transportes públicos.
Autobuses hacia el sur con destino a la central camionera de la capital.
Hacia el norte del estado, a los municipios de:
- Rincón de Romos
- Cosió

También al estado de Zacatecas, como:
- Luis Moya
- Ojocaliente
- Zacatecas capital.

Camiones, llamados "Brujos" con destino a:
- Emiliano Zapata
- Santiago
- El Garabato
- Colonia Nueva
- San Carlos
- La concepción

Localidades del municipio de Jesús María:
- Valladolid
- El áurero
- Villas de Guadalupe
- San Antonio de los Horcones
- Centro de Jesús María

Transporte Colectivo Foráneo rutas a:
- Pabellón de Arteaga
- Rincón de Romos
- Pabellón de Hidalgo
- San José de Gracia

Una ruta interna, porque recorre las diferentes localidades del municipio:
- La Escondida
- Chicalote
- Loretito
- La Guayana
- Puertecito de la Virgen

## Distancias
- Aguascalientes 23 km.
- Asientos 40 km.
- Calvillo 66 km.
- Jesús María 16 km.
- Rincón de Romos 18 km.
- Pabellón de Arteaga 12 km.